# Mina Loy
Pour les articles homonymes, voir Loy.
Mina Loy née Mina Gertrude Lowy le 27 décembre 1882 à Hampstead un quartier de Londres, et morte le 25 septembre 1966 à Aspen dans l'État du Colorado est une peintre, critique d'art, poète, dramaturge, essayiste et romancière britannique, naturalisée américaine en 1946.

## Biographie

### Jeunesse et formation
Mina Gertrude Lowy est l'aînée des trois filles de Sigmund Lowy, un tailleur de Londres d'origine hongroise et de confession juive, qui avait fui les discriminations antisémites qui régnaient à Budapest, et de Julia Bryan Lowy, une protestante. Les sources diffèrent sur le rite du baptême de Mina : a-t-elle été baptisée dans une église baptiste ou méthodiste, les choses ne sont pas clairement attestées. Il semblerait que le mariage fut forcé car Julia était enceinte de sept mois lors de leur mariage. Par la suite, cela peut expliquer l'aversion qu'elle aura envers Mina. Les circonstances du mariage de ses parents restent un secret de famille. Ce qui est sûr, c'est qu'à l'époque, les mariages interreligieux entre Juifs et Chrétiens étaient mal vus, et si les parents de Julia respectent Sigmund pour son intelligence, en revanche ils n'ont rien fait pour faciliter le mariage entre Sigmund et leur fille. Mina dans son autobiographie Anglo-Mongrels and the Rose (l'anglais bâtard et la rose) semble avoir eu une conscience précoce de l'union bancale de ses parents. Elle perçoit son père comme un Mongrel autrement dit un Juif en exode qui se plie devant les volontés de son épouse britannique, la rose. Julia se montre tyrannique envers sa fille, persuadée qu'il faut extirper le péché des enfants et elle est particulièrement sourcilleuse sur tout ce qui touche au qu'en-dira-t-on,. 

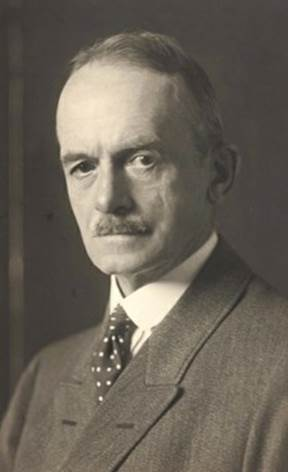
Angelo Jank.

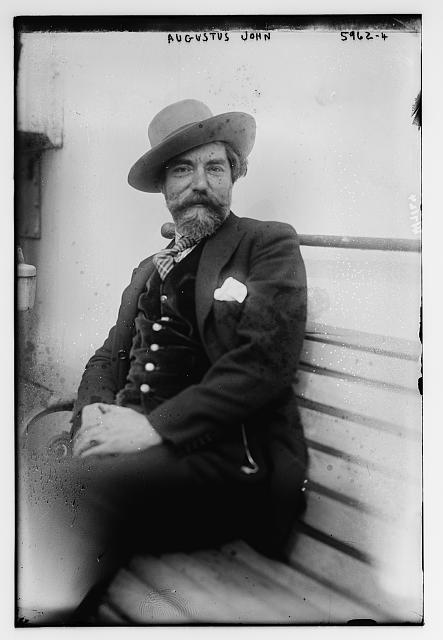
Augustus John.

Dès l'âge de dix ans, alors que sa sœur Dora s'oriente vers le piano et le chant, Mina développe son goût pour le dessin, la peinture et la littérature, ce qui déplaît à sa mère empreinte des idées puritaines de l’ère victorienne. Lorsque la jeune Mina écrit un poème sur le mariage d'une marguerite avec un cousin, sa mère lui déclare qu'elle a la tournure d’esprit d'une « putain », que les jeunes filles convenables n'écrivent pas sur le mariage avant d'être elles-mêmes mariées ! Contrairement à sa mère, son père la soutient et tient à ce que ses filles puissent avoir la meilleure éducation possible. Il les inscrit à l'une des meilleures écoles, connue pour sa pédagogie : la St John's Wood Art School (en) de Londres. Sa mère s'opposera de plus en plus à Mina durant son adolescence, elle n'admet pas que Mina devienne une femme et s'habille de façon élégante, elle la traite de « mauvaise fille » et va jusqu'à la maudire elle et son père. Les injures et malédictions réitérées de sa mère plongent Mina dans un état d'anxiété où elle se demande ce qu'elle a pu faire pour déclencher de telles colères et s'évade dans l'art et la littérature, mais cela laissera des traces sur sa confiance en elle-même. Sigmund Lowy fait ce qu'il peut pour valoriser et encourager ses filles en les emmenant dans des musées, des galeries d'art, des soirées musicales, voulant ainsi compenser les exécrations de sa femme. Après avoir achevé ses études secondaires, à la St John's Wood Art School en 1899, encouragée par son père à suivre sa vocation d'artiste, mais désavouée par sa mère, Mina plutôt que de continuer ses études à la Royal Academy, préfère s'éloigner de son foyer pour se rendre à étranger, s'épargnant les humeurs de sa mère ; c'est ainsi qu'elle part à Munich pour y suivre des études de beaux arts au Kunstlerrinen Verein (association des artistes féminines) qui est liée à l'Académie des beaux-arts de Munich, où elle bénéficie notamment des cours du peintre Angelo Jank. Une fois diplômée en 1901, elle retourne au Royaume-Uni où elle suit des cours de peinture auprès d'Augustus John jusqu'en 1903. C'est pendant cette période qu'elle raccourcit son nom en Mina Loy. En 1902, elle part à Paris pour suivre des cours de peinture et de dessin à l'Académie Colarossi, Mina y étudie plus particulièrement des artistes de différentes écoles (symbolistes, orientalistes, art nouveau) comme Raphael Collin, Jean-Léon Gérôme, Louis-Auguste Girardot, Gustave Courtois, Alphonse Mucha, Christian Krohg, elle suit également des cours de dessin anatomique aux Beaux-Arts. Mina se lie avec d'autres personnes de « l'intelligentsia britannique de Montparnasse » telle que Alice Woods (en) ou Wyndham Lewis et fréquente les cafés, restaurants et autres lieu de distractions de cette intelligentsia. C'est dans ce cadre que Mina fait la connaissance d'un condisciple de l'Académie Colarossi, Hugh Oscar William Haweis, dit Stephen Haweis (d)(1878-1969),, membre d'une illustre famille de prêtres anglicans. Mina part à Londres en août 1903 pour annoncer ses intentions d'épouser Stephen, elle découvre que sa sœur Dora est dépressive, qu'elle a perdu sa voix, et qu'elle est victime de la tyrannie de leur mère Julia qui refuse qu'une autre de ses filles quitte le carcan familial. Les parents de Mina acceptent de se rendre à Paris pour rencontrer son fiancé, et enfin Stephen et elle se marient le 31 décembre 1903 à la mairie du XIV° arrondissement de Paris. D'un commun accord ils décident de s'installer à Paris, plutôt que de vivre sous le regard de Julia à Londres,,,,,.

### Carrière

#### Paris 1904-1907

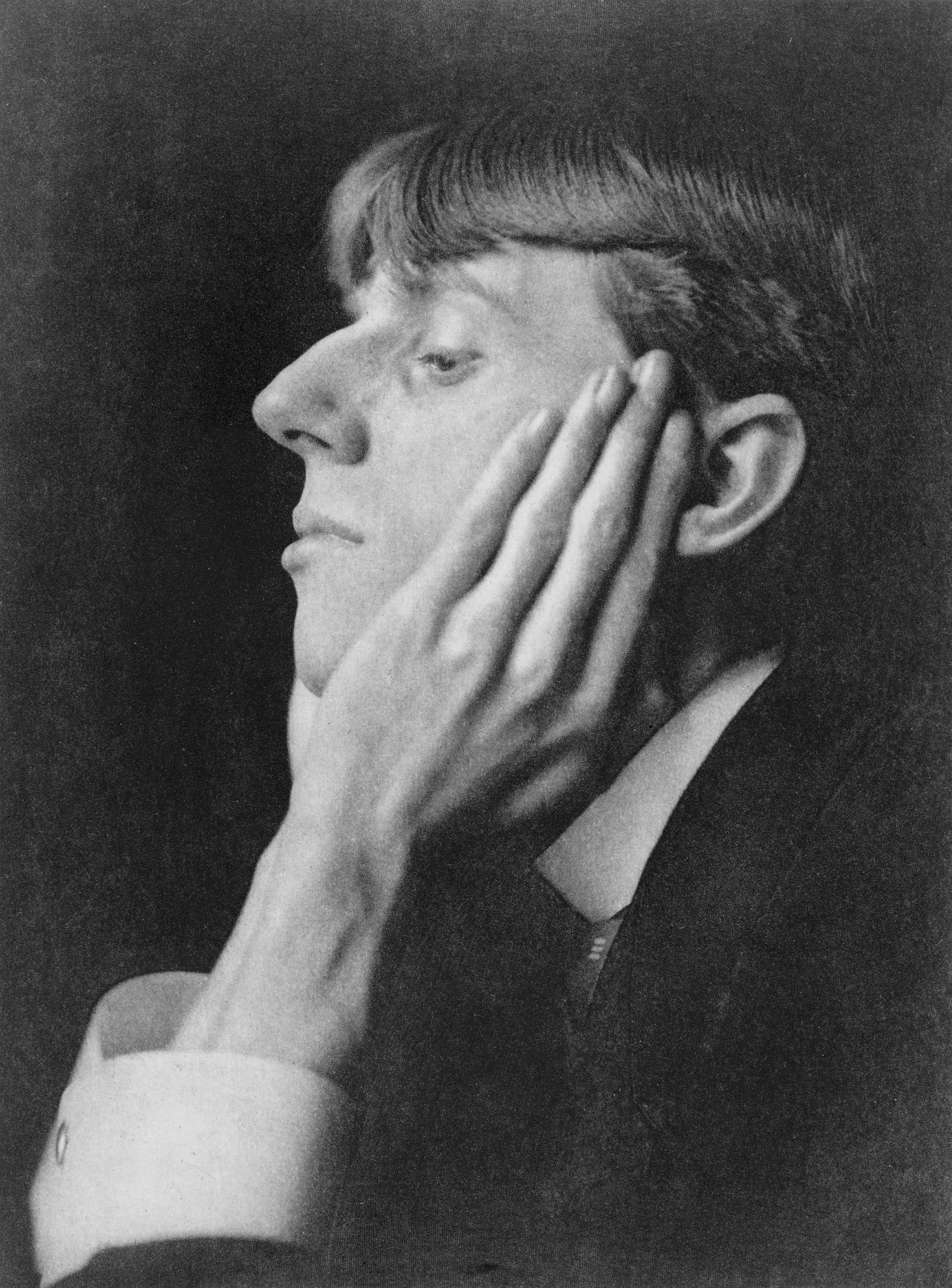
Aubrey Beardsley.

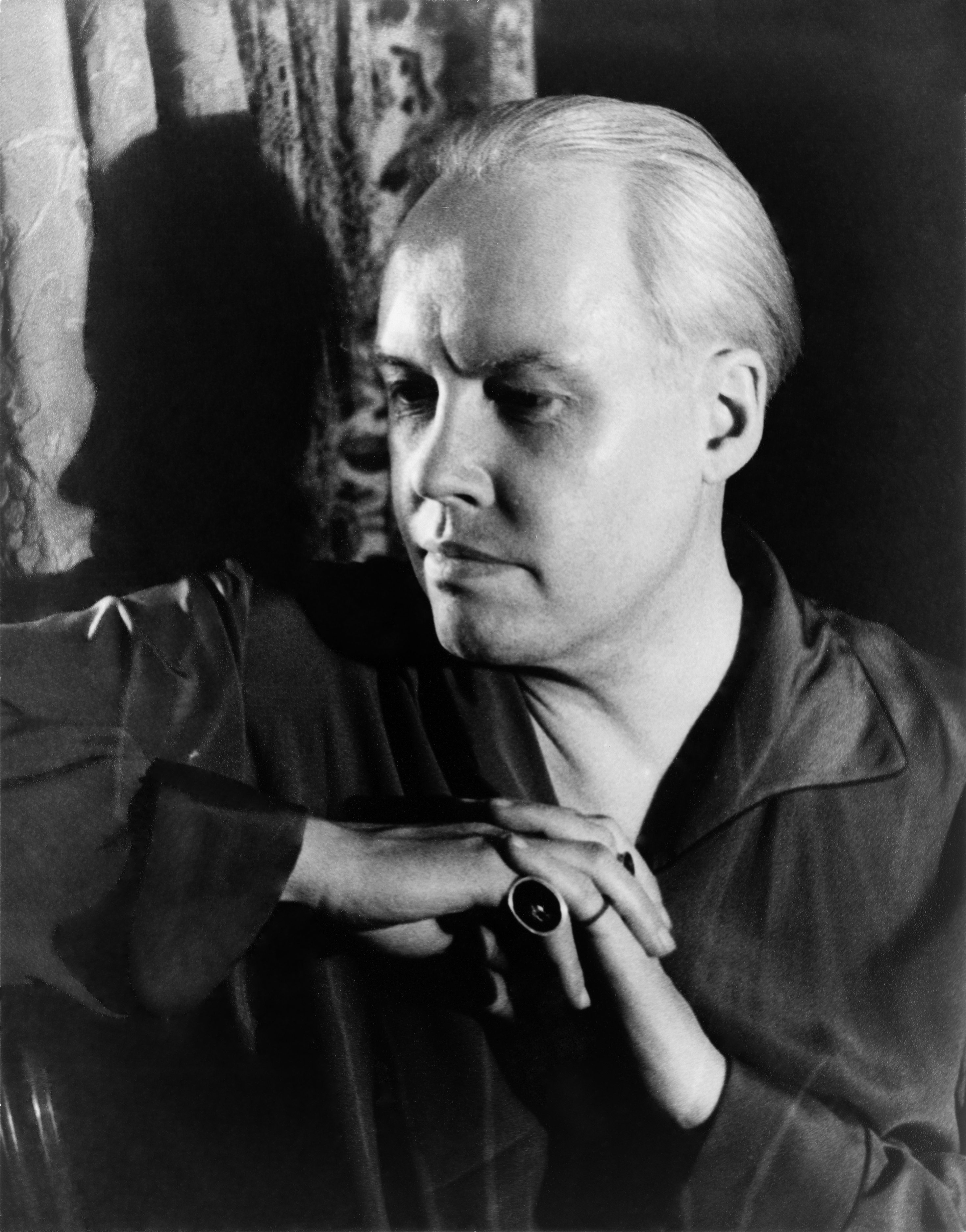
Carl Van Vechten.

Mina et Stephen louent un studio rue Campagne-Première, Mina y peint et y dessine mais est déçue par le travail de son époux qui peint des imitations de maîtres classiques comme Watteau ou Chardin à la manière éthérée d'Aubrey Beardsley et des Pré-Raphaélites, alors que de son côté, Stephen admire l'originalité de Mina et la considère comme une génie. Tant et si bien qu'en 1904, il pense pouvoir faire exposer les dessins de Mina au Salon du Champ-de-Mars où exposeront des artistes comme Auguste Rodin, Eugène Carrière, John Singer Sargent, Maurice Denis, Aristide Maillol et Jacques-Émile Blanche. Stephen Haweis veut profiter du succès de ses photographies de Rodin pour influer sur la commission de sélection du salon, et Rodin lui écrit une lettre de recommandation pour que Eugène Carrière reçoive Mina. Pendant ce temps là, Mina peint divers tableaux ayant pour thèmes les femmes. Le 27 mai 1904, Mina donne naissance à sa première enfant, mais Stephen absorbé par les expositions de ses photographies n'a pas la présence souhaitée par Mina. Lors du choix du prénom, Stephen choisit celui de Oda Janet probablement en hommage à la peintre norvégienne Oda Krogh l'épouse du peintre Christian Krohg. Pendant l'été 1904, Mina se soucie à nouveau de se faire exposer et finalement deux de ses tableaux sont présentés au Salon des Beaux-Arts du printemps 1905 et elle est retenue pour le Salon d'Automne de 1905, qui sélectionne six de ses tableaux. Mina Loy est présentée dans un article de la Gazette des Beaux Arts comme une peintre dans la lignée de James Abbott McNeill Whistler, mêlant les styles de Beardsley et de Rops, le critique et photographe américain Carl Van Vechten fait une recension de son tableau L'amour dorloté par les belles dames. La thématique érotique et lascive de ses toiles la place dans le mouvement du Décadentisme plutôt que dans celui du Postimpressionnisme. Après le décès de sa fille Oda Mina entre dans un épisode dépressif, époque de chagrin qui est illuminé par la proposition du Salon d'Automne de l'admettre comme sociétaire au sein de la section des dessinateurs, proposition qu'elle accepte, qu'elle vit comme une reconnaissance de ses capacités,. Peu après, en 1906, Stephen et Mina se séparent d'un commun accord, Stephen part vivre chez sa nouvelle maîtresse et Mina, durant l'automne 1906, commence une liaison amoureuse avec le docteur Henri Joël Le Savoureux, qui la soigne pour sa dépression. Malgré les insistances de Mina, Stephen refuse le divorce, vivant l'un comme l'autre des relations extra-maritales sans avenir, ils décident de partir ensemble à Florence pour prendre du recul et se donner une seconde chance.

#### Florence l'anglaise (1907-1910)
Depuis le XVIIIe siècle, une communauté britannique avait élu domicile à Florence y appréciant l'architecture et les paysages de la Toscane. L’écrivain Harold Acton, qui y a longtemps résidé, écrit au sujet de Florence « C'est la seule ville d'Italie avec un fort accent anglais. ». Bien des voyageurs la citent comme « une ville intégralement anglaise » ; de nombreux guides touristiques font la liste des artistes, médecins, banquiers britanniques qui y résident ainsi que des églises et salons de thé fréquentés par les sujets de sa majesté. À leur arrivée à Florence, Mina et Stephen sont accueillis par Ethel Ames Lyde, une ferronnière d'art, qui les prend sous son aile pour les introduire auprès des artistes de la communauté britannique. Grâce à son aide, Mina et Stephen peuvent emménager dans un appartement à proximité du Ponte Vecchio. Mina se lie d'amitié avec les écrivaines Ouida et Vernon Lee (Violet Paget). Stephen de son côté se lie d'amitié avec le metteur en scène Edward Gordon Craig qui vient de quitter la danseuse Isadora Duncan et qui fait découvrir aux Haweis la bibliothèque Gabinetto Vieusseux qui regorge de livres étrangers traduits en anglais et les présente auprès du mécène et collectionneur d'art américain Charles Loeser qui était en rivalité avec un autre collectionneur américain vivant à Florence Bernard Berenson. Dans les cercles anglo-américains on discute beaucoup sur les nouveautés spirituelles comme la Théosophie la Science chrétienne, l'occultisme, les philosophies religieuses d'Henri Bergson et de William James.
Durant l'été 1907, Mina et Stephen quittent leur premier appartement pour emménager dans la rue Costa San Giorgio dans le quartier de l'Oltrarno de Florence. Le 20 juillet 1907, Mina accouche d'une fille, Joella Synara, le prénom de Joella est choisi par Mina en souvenir du docteur Henri Joël Le Savoureux et le second prénom en hommage à Cynara, la muse de l'écrivain Ernest Dowson. Le couple engage une nourrice pour s'occuper de leur fille, Giulia et sa sœur Estere pour faire la cuisine. Peu de temps après Mina est à nouveau enceinte et le 1er février 1909, elle donne naissance à un garçon John Stephen Giles Musgrove Haweis, plus connu sous le prénom de Giles. La famille va pouvoir se stabiliser lorsque Sigmund Lowy leur offre un appartement qu'il a acheté sur la Costa San Giorgio, appartement assez grand pour loger la famille et établir un atelier de peinture. Malgré des conditions matérielles confortables, les tensions au sein du couple réapparaissent, Mina fait chambre à part, possède sa salle de bain individuelle et partage ses repas avec ses enfants et Giulia sans la présence de Stephen. Ces première années florentines ont été pour Mina un moment de réflexion nécessaire à sa production poétique à venir.

Portrait de Mabel Dodge Luhan

#### Florence 1910-1913

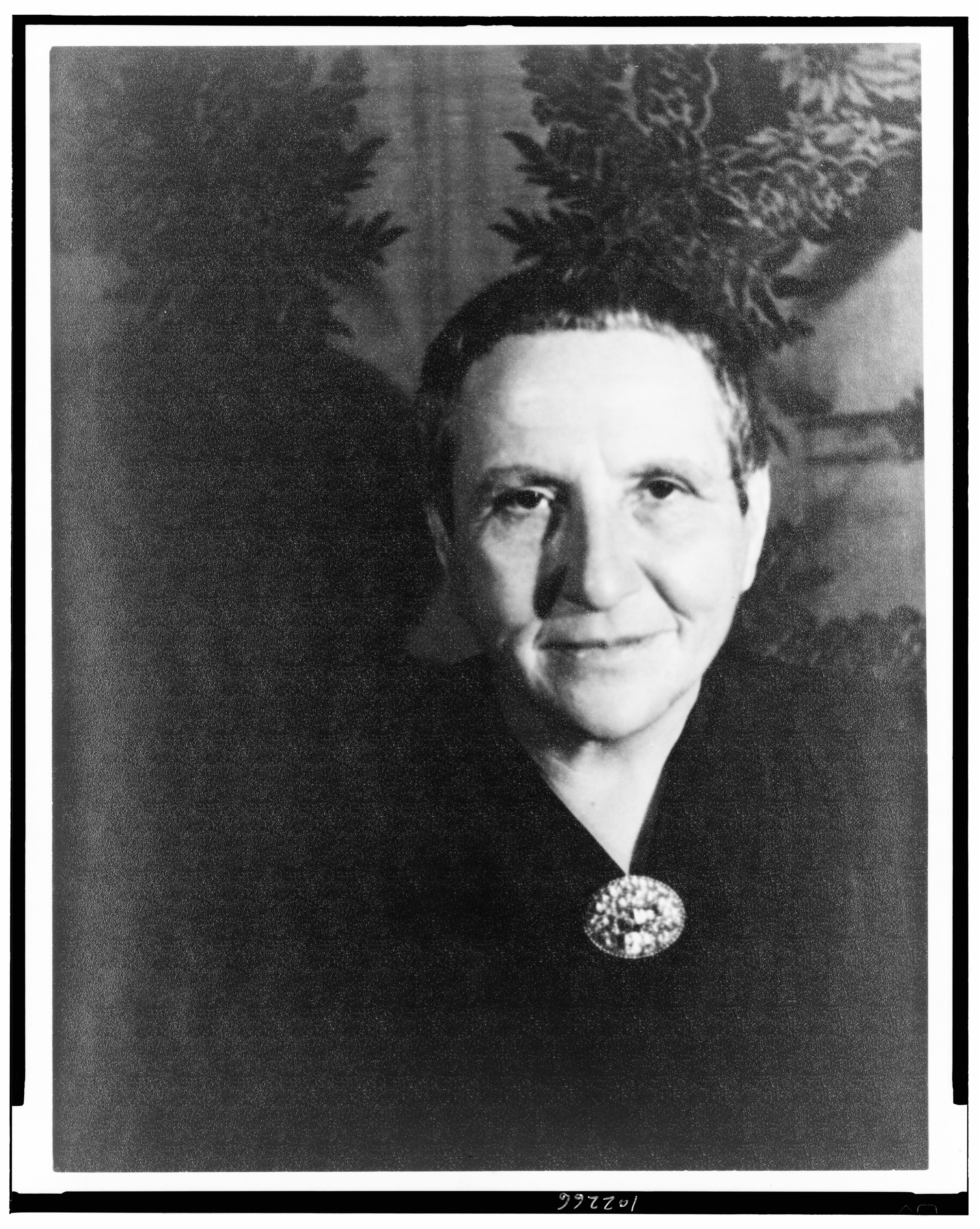
Gertrude Stein.

Mina Loy se lie avec la mécène américaine Mabel Dodge Luhan qui deviendra son amie intime. Mabel et son époux, l'architecte Edwin Dodge se sont installés dans la Villa Curonia à Arcetri. Grâce à Mabel, elle fait la connaissance de Gertrude Stein, du collectionneur d'art Sir Arthur Acton, de Paul et Muriel Draper (en), du socialiste George D. Herron (en) et de son épouse Carrie Rand. Comme c'était dans l'air du temps marqué par la Théosophie et l'orientalisme, on se livre dans la Villa Curonia à des séances de spiritisme, de tables tournantes, ainsi qu'à des lectures des Védanta, expériences qui étaient considérées comme des validations des écrits de Sigmund Freud.
Sur les recommandations de Mabel, Mina se met à étudier la philosophie d'Henri Bergson, délaissant tout production artistique, alors que son mari continue à peindre, ses tableaux obtiennent du succès et Mina vit mal son statut de femme « du charmant Stephen Haweis » qui ne lui apporte guère de satisfactions. Par défaut, elle devient la témoin discrète des extravagances de la société anglo-florentine, tandis que les relations entre elle et Stephen se détériorent au point qu'elle en vient à le détester.
En 1912, Stephen Haweis tombe amoureux d'Amelia DeFries qu'il a connue lorsqu'elle est venue dans son atelier pour se faire peindre son portrait, cet amour est partagé, pour Amelia c'est le grand amour et elle songe à l'épouser, mais auparavant elle discute avec Stephen sur la manière de divorcer d'avec Mina. Amelia part à Londres et supplie Stephen de venir la rejoindre, qu'il pourra y louer un nouvel atelier, renouer avec ses anciennes connaissances et qu'elle le présentera à des personnes qui l'aideront pour sa carrière de peintre. Stephen est conscient qu'il doit divorcer pour mener à bien sa relation avec Amelia. Divorce dont le principe est adopté aussi bien par Mina que par Stephen, pour Mina il faudrait, selon la loi en vigueur, qu'elle puisse faire la preuve que Stephen la trompe, alors que pour Stephen c'est chose plus aisée, il suffit qu'il dise que Mina lui est infidèle sans être obligé d'en apporter la preuve. Stephen hésite car il redoute le scandale et surtout il craint de perdre les revenus que verse Sigmund Lowy au couple. Face à l'indécision de Stephen Amelia prend les choses en main .

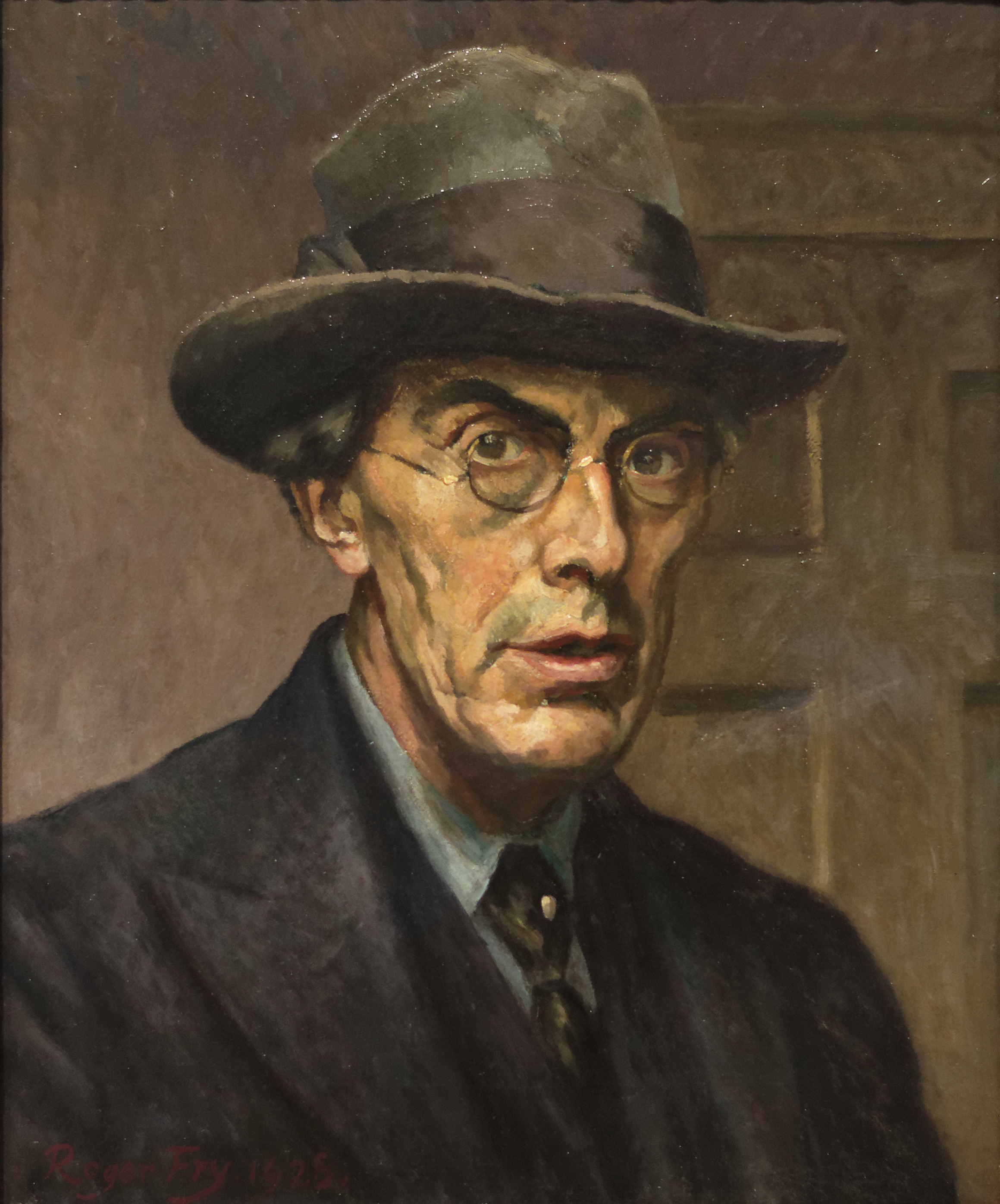
Roger Fry.

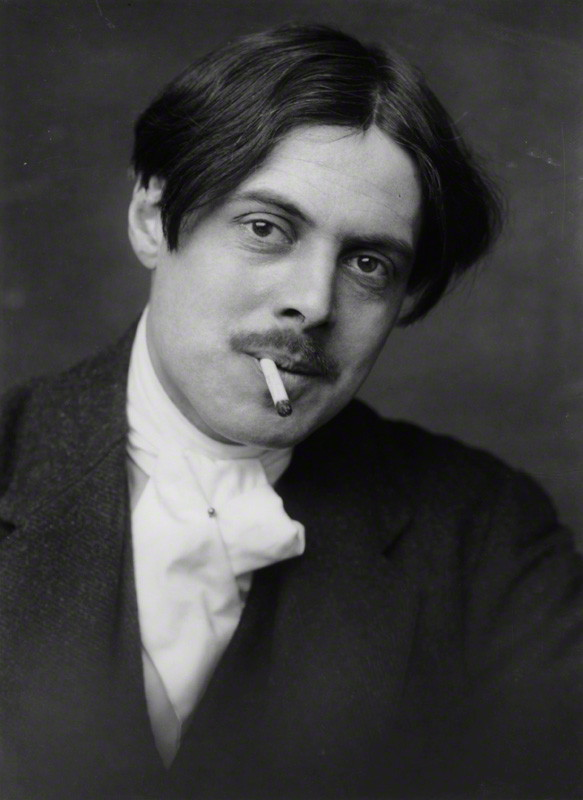
Wyndham Lewis.

Mina comme Amelia cherchent le meilleur moyen pour que Stephen divorce, et même elles en parlent entre elles lorsque Mina se rend à Londres en 1912 pour préparer une exposition pour la Galerie Carfax. Puisque leur mariage avait été célébré en France, Mina songe à un divorce selon la loi française, pour éviter le scandale que produirait un divorce en Grande Bretagne. Lors de son séjour à Londres, Mina fait la connaissance de Pablo Casals, d'Arthur Rubinstein et du peintre Roger Fry. Ce dernier organise une exposition d'art post-impressionniste qui fait connaître Cézanne, Bonnard, Matisse, Picasso et des peintres post-impressionnistes britanniques comme Vanessa Bell, Duncan Grant, Wyndham Lewis, Spencer Frederick Gore et Stanley Spencer. Mina est particulièrement impressionnée par les œuvres de Wyndham Lewis qu'elle avait connu à Montparnasse. En novembre 1912, Mina retourne à Florence où elle retrouve Stephen en plein préparatif pour s'embarquer pour l'Australie en compagnie d'Amelia. Il quitte Florence en février 1913 laissant Mina et leurs enfants.

#### Les dernières années à Florence (1913-1916)

##### Le futurisme attraits et critiques

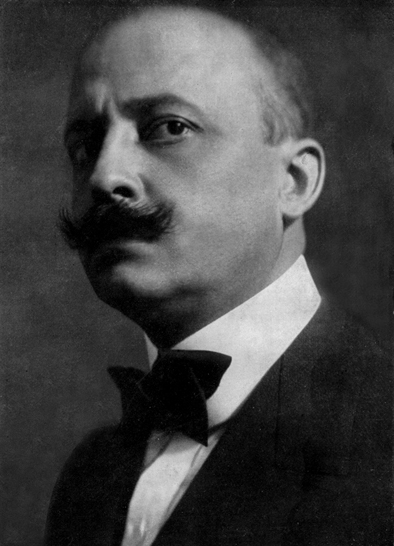
Filippo Tomaso Marinetti.

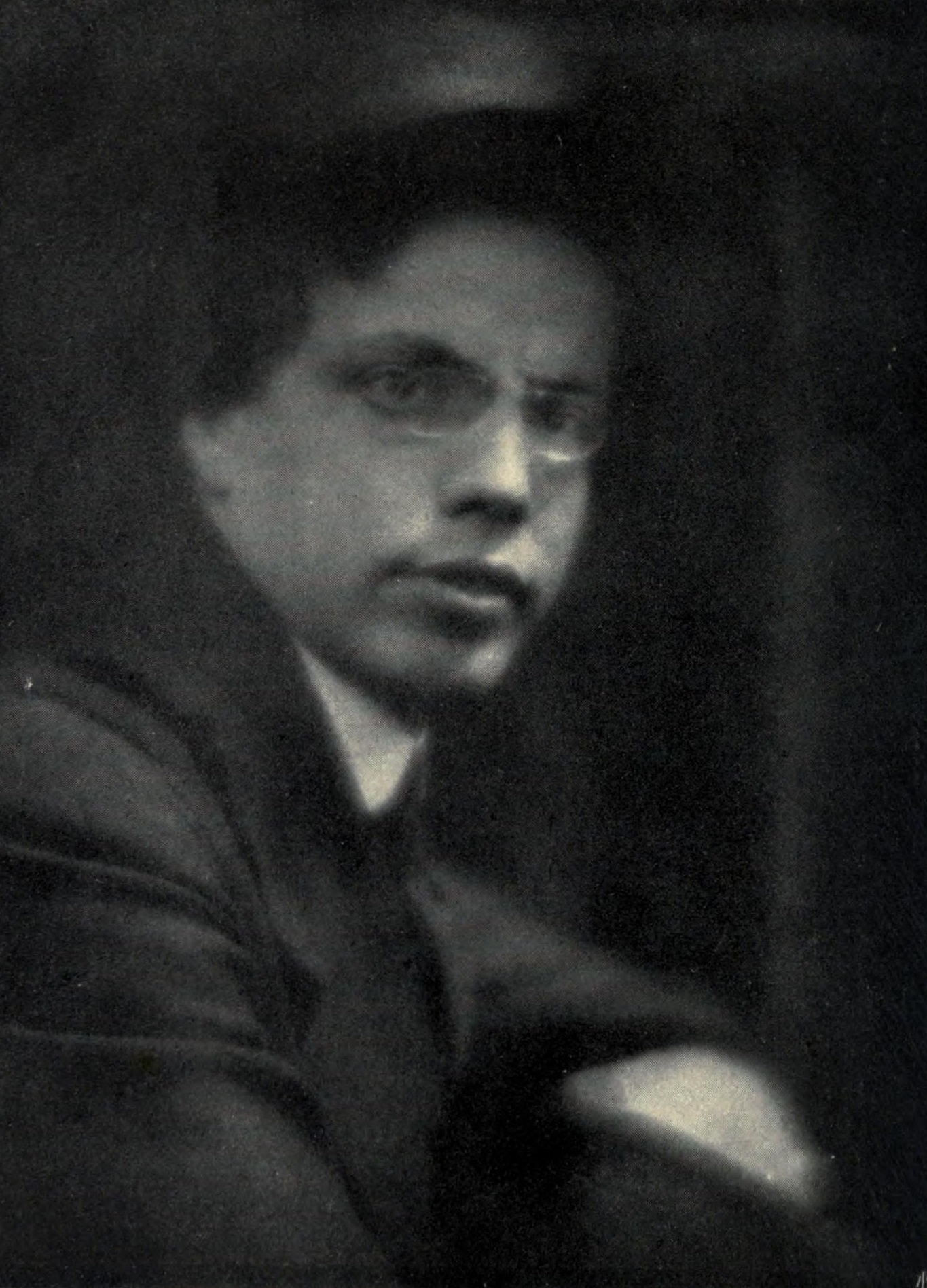
Portrait de Papini

Malgré son désir de mettre fin à son union d'avec Stephen, il demeure qu'elle se sent abandonnée et ne trouve pas la force pour se mettre au travail, aussi elle consulte un jeune psychiatre Roberto Assagioli. À la différence de ses confrères, ce jeune médecin respectait les femmes. Mina suit sa thérapie à base de repos, de bains chauds suivis de compresses froides avant de commencer une autre thérapie inspirée par la psychanalyse.
Après un voyage à New York, Mabel Dodge Luhan est de retour à la Villa Curonia en compagnie de son nouvel amant Bobby Jones. Elle reprend contact avec Mina pour l'inviter à participer à ses soirées mondaines où Arthur Rubinstein est au piano pendant que les convives échangent sur Dorothy Richardson, James Joyce et Marcel Proust. Mina vend l'atelier de Stephen à une jeune peintre américaine Frances Simpson Stevens (en) et par son intermédiaire prend contact avec les futuristes faisant partie du cercle de Giovanni Papini tels que Carlo Carrà, Ardengo Soffici, Filippo Tomaso Marinetti. Grâce à cette nouvelle amitié, Mina retrouve le chemin de la peinture et pourra faire exposer une peinture et trois dessins au Salon d'automne de 1913,.
Frances Stevens et Mina étudient de près le Manifeste du futurisme écrit par Filippo Tommaso Marinetti, parmi les onze points on peut lire « La littérature ayant jusqu'ici magnifié l’immobilité pensive, l'extase et le sommeil, nous voulons exalter le mouvement agressif, l'insomnie fiévreuse, le pas gymnastique, le saut périlleux, la gifle et le coup de poing ]...[ Nous voulons glorifier la guerre, - seule hygiène du monde -, le militarisme, le patriotisme, le geste destructeur des anarchistes, les belles idées qui tuent et le mépris de la femme. Nous voulons démolir les musées, les bibliothèques, combattre le moralisme, le féminisme et toutes les lâchetés opportunistes et utilitaires. ]...[ Admirer un vieux tableau, c'est verser notre sensibilité dans une urne funéraire... » ce manifeste loué par Antonio Gramsci proclame que l'esthétique du passé est morte, que la vérité d'hier est le mensonge d'aujourd'hui. De nombreux peintres italiens adhèrent à ce manifeste Umberto Boccioni, Carlo Carrà, Luigi Russolo, Giacomo Balla, Gino Severini... Mina et Frances s'intéressent plus particulièrement à une peinture de Boccioni « La rue entre dans la maison (La strada entra nella casa) » qui, pour elles, représente le versant pictural du credo futuriste, qui au contraire du cubisme montre les objets en mouvement. Mina a l'occasion de rencontrer Marinetti, qui tente de la séduire, lui demande ce qu'elle connait de lui. Elle lui répond qu'elle a lu le roman « Mafarka le futuriste », exubérant comme à son habitude ; lui, dit que c'est son chef-d'œuvre ! Mina lui rétorque qu'il n'a pas besoin de crier, qu'elle sait de quoi il retourne. Mina finalement ne le prend pas au sérieux et s'amuse plutôt de lui tout en l'ayant en sympathie. Quand Papini se convertit au futurisme Mina se demande comment il peut supporter Marinetti. Papini ouvre les colonnes de sa revue Lacerba (it) à Marinetti. Si ce dernier se réjouit de pouvoir y écrire, en revanche, il méprise Papini et les Florentins, leur préférant les habitants de la bouillonnante Milan.
Si Mina Loy apprécie le renouveau esthétique du futurisme, elle est en désaccord avec leur mépris de la femme, elle a une entrevue houleuse avec Marinetti à ce sujet. Ce dernier tente de s'en sortir en lui affirmant que son mépris de la femme ne vise pas les femmes en tant qu'individus, mais l'image de la « femme fatale » véhiculée par la « culture bourgeoise », le tango qu'il juge décadent et la « musique neurasthénique » des opéras de Wagner qui tous diffusent « le poison de efféminisation, qui transforme les hommes en gélatine ». Mina n'est guère convaincue et jouera longtemps au jeu du chat et de la souris avec lui. Quoi qu'il en soit, Mina reprend goût à la vie grâce à la vitalité du futurisme, c'est pour elle une renaissance un « risorgimento » d'énergie.

##### Les premiers pas dans la poésie

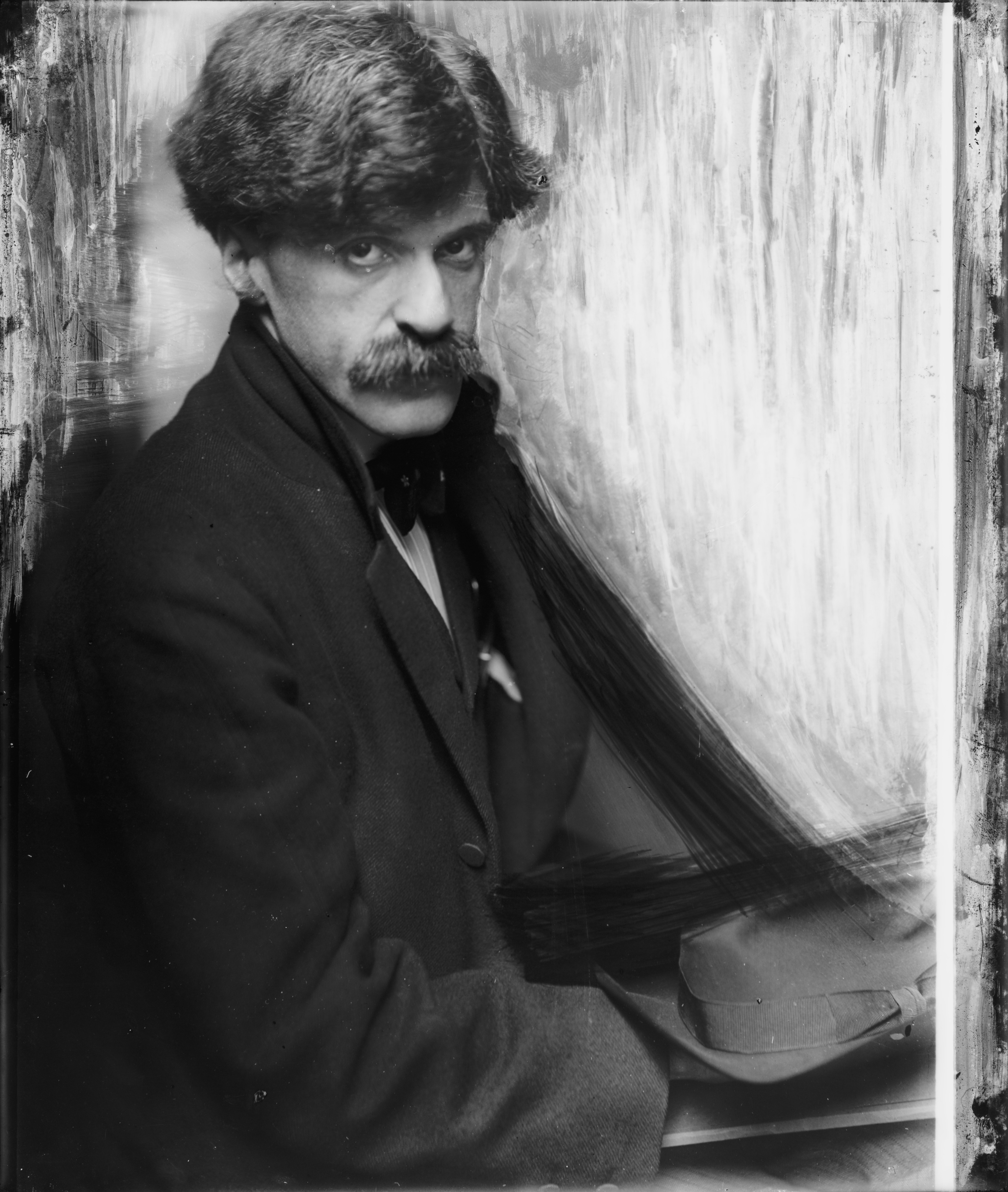
Alfred Stieglitz.

Cette renaissance la conduit à réorienter sa créativité artistique vers la littérature, en écrivant aussi bien de la prose que des poèmes. Mina écrit un poème « The Prototype » dans lequel elle décrit ses contradictions, ses tensions entre les idéaux chrétiens et les réalités sociales, elle le présente à Mabel Dodge Luhan pour qu'elle le publie dans le magazine progressiste The Masses, mais Mabel refuse de le publier le jugeant trop sentimental. Mina lui adresse deux autres poèmes « The Beneficiant Garland » et « Involutions », qui eux aussi ne seront pas publiés. Malgré tout Mabel envoie son poème « There Is No Life or Death » à Alfred Stieglitz pour qu'il le publie dans la revue Camera Work, poème inspiré à la fois par le sens de l'espace d'Emily Dickinson et celui de l'immédiateté de Marinetti et qui aurait pu être ponctué par Gertrude Stein.
En même temps que Mina s'exerce à l'écriture entre tradition et innovation, elle retrouve également la force de se remettre à la peinture. Le Friday Club de Londres, proche du Bloomsbury Group, accepte deux de ses nouvelles peintures Woman's Head et Maria con Bruno, pour une exposition qui se tient en 1914, où ses tableaux côtoient les toiles des avant-gardistes britanniques Mark Gertler, C.R.W. Nevinson, David Bomberg, Paul Nash et Nina Hamnett et l'un de ses tableaux est acheté par Lord Henry Bentinck le frère de l'artiste Ottoline Morell. Cette reconnaissance donne un regain d'optimisme et confiance en elle-même à Mina, dans ce Risorgemento personnel, elle écrit Aphorisms on Futurism qui est un dialogue avec elle-même décrivant sa libération psychique, ses prises de conscience. Mina est une des rares femmes qui restent dans le mouvement futuriste, car le mépris des femmes affiché par Marinetti en a fait fuir plus d'une comme la française Valentine de Saint Point qui pourtant avait rédigé Le Manifeste de la femme futuriste et avait rejoint Marinetti dans son rejet du féminisme.

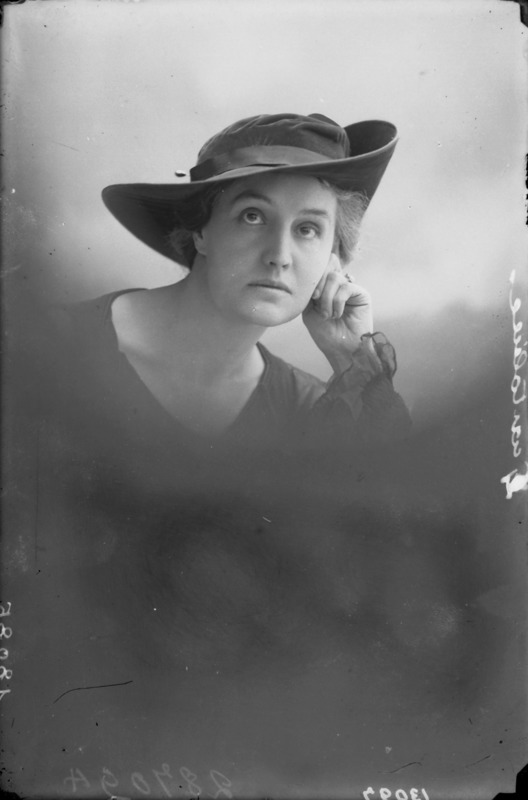
Sibilla Aleramo.

Au début de l'année 1914, Mina convainc Giovanni Pappini à ce qu'elle puisse peindre son portrait. Pendant les week end où elle travaille sur son portrait, elle lit l'autobiographie de Papini Un Uomo finito (traduit en français sous le titre de Un homme fini) qui l'émeut par l'aperçu que ce livre ouvre sur son âme. Elle est attirée par lui, il vient de rompre d'avec la romancière féministe Sibilla Aleramo, mais timide, il ne donne pas suite aux avances de Mina. À la même époque Ardengo Soffici, ami de Pappini, invite Mina et Frances Simpson Stevens à montrer leurs peintures à la première exposition internationale futuriste qui se tiendra au printemps 1914 à la galerie Sprovieri de Rome. Mina est prête et y représentera le Royaume-Uni, elle se rend à Rome en compagnie de Marinetti de retour d'un voyage en Russie.
Quand ils arrivent à Rome, ils sont accueillis par le galeriste Giuseppe Sprovieri, si les Français sont absents en revanche sont présents des Russes, des Américains et des Britanniques montrant ainsi le dynamisme du futurisme. Mina y expose entre autres trois portraits de Marinetti. Lors d'une réunion, elle critique l’œuvre de Papini qu'elle qualifie de pornographique réduisant la femme à ses organes sexuels, ce qui déclenche la rage de Papini. Le conflit fut apaisé par Marinetti. L'ensemble des futuristes présents vont se réconcilier en applaudissant une pièce de Francesco Cangiullo célébrant les funérailles de la philosophie passée et peu de temps après Marinetti invite Mina à faire un séjour au bord de la mer. À leur retour à Florence, Mina est quelque peu désorientée, car Marinetti la quitte pour donner des conférences au Royaume-Uni sans lui donner de date précise de retour et elle ne peut plus s'appuyer sur l'amitié de Frances Stevens depuis qu'elle est fiancée à un marquis appartenant à la famille Salimbeni (famiglia) (it). Mina renoue ses relations avec Papini malgré leur vive querelle de Rome, il était clair que l'origine était une jalousie quant aux relations privilégiées qu'entretenait Mina avec Marinetti, le grand rival de Papini. Elle l'invite à prendre le thé chez elle, Papini se garde bien d'aborder les questions pouvant inclure Marinetti et leur amitié reprend telle qu'elle était au début de l'année 1914 quand elle peignait son portrait. Au mois de juillet 1914, Marinetti est de retour à Florence et bien qu'on entende parler de tension entre la Serbie et l'Empire austro-hongrois, Mina n'y prête pas attention, elle est dans un triangle amoureux qui l'insupporte, de son côté son amie Frances Stevens est fatiguée par les potins qui courent autour de sa relation avec le Marquis Salembini, aussi toutes deux décident de partir ensemble au hameau de Vallombrosa (it) dans les montagnes toscanes proches de Florence, elles sont rejointes par Leo Stein, Carl Van Vechten et leurs compagnes.

##### Les débuts de la Grande guerre
Quand Van Vechten arrive de Paris le 31 juillet 1914, il annonce que toutes les gares et tous les trains sont bondés de soldats et qu'on y parle d'une guerre imminente, et pendant que Mina reprend ses diatribes contre la misogynie des Futuristes, le 2 août 1914 l'Allemagne déclare la guerre à la Russie et le lendemain, les armées allemandes envahissent la Belgique entraînant la France dans le conflit. Les amis de Mina et elle-même sont sombres, quoique l’Italie reste neutre, ils pensent que cette guerre sonne le glas du cubisme et du futurisme.
La guerre fait rage entre Français, Allemands, Britanniques et Russes, dans la Toscane si éloignée du front, les conséquences du conflit se font sentir comme la perturbation des postes, des chemins de fer et les carences d'un certain nombre de marchandises. Alors que les personnes proches de Mabel Luhan débattent de l'avenir, Mina garde son sang froid, par prévention d'une extension de la guerre en Italie, elle loue un cottage situé dans le hameau de Saltino (Reggello) (it). Mina se fait du souci car depuis la seconde quinzaine du mois d'août, elle n'a plus de nouvelles en provenance du Royaume-Uni, son amie Frances Stevens la rejoint avec de quoi soutenir un siège. Frances et Mina projettent de se porter volontaires en tant qu'infirmières.

##### Feminist Manifesto
Pendant que les futuristes entrent dans débats sans fin sur les positions à prendre vis-à-vis de ce conflit, Mina se concentre sur la question de la place des femmes dans le futurisme. Elle fait le point vis-à-vis de Marinetti qui même s'il disait à Mina que son mépris des femmes ne la concernait pas, continue d'affirmer que si la femme doit « sortir de son statut d'esclave érotique », et que le rôle des femmes doit se restreindre à la « sphère fermée de la féminité ]...[ de mère, d'épouse et d'amante ». C'est pourquoi Mina se décide à consigner dans un manifeste (Feminist Manifesto (en)) tous ses arguments pour les opposer aux futuristes. Dans ce manifeste, elle écrit que le but de l'égalité entre les hommes et les femmes est illusoire, que les femmes « doivent cesser de se comparer aux hommes, car elle n'y trouveront que ce qu'elles ne sont pas, pour chercher ce qu'elles sont, elles ! » C'est ce qu'elle nomme « la démolition absolue ». Les préconisations de Mina sont d'abattre le mythe la virginité, de permettre aux femmes le droit à une vie sexuelle en dehors de la procréation, d'en finir avec la marchandisation du mariage, de se déprendre de l'idée que sexe serait impur, car ce qui est impur ce sont les attitudes et idées malsaines liées à la sexualité. Selon Mina, c'est par une véritable libération sexuelle que les femmes pourront s'émanciper de la pression sociale, se trouver par elles-mêmes en elles-mêmes.

##### Les débats sur l'entrée en guerre de l’Italie
Papini et les futuristes estiment que l'entrée en guerre sera la solution aux problèmes des Italiens, une occasion pour les Italiens de faire reconnaître leur génie ; il écrit dans la revue Lacerba « Le sang versé est le vin des peuples forts ». Mina accorde peu d'importance aux propos apocalyptiques de Papini se recentrant sur la littérature et l'objet de son Manifeste sur une autre guerre, celle des sexes. Délaissée par Marinetti, abattue, elle passe le week-end de son 32° anniversaire du 27 décembre 1914 alitée.

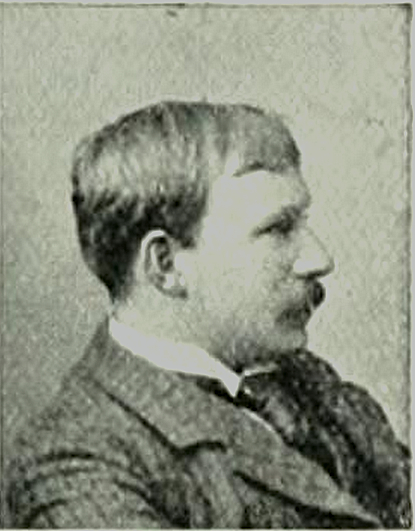
Eugène Lawrence Vail.

Dès le début de l'année 1915, Mina s'inquiète de l'entrée en guerre de l'Italie et prend ses distances vis-à-vis du pacifisme de Mabel Dodge Luhan et de son entourage, elle déclare « mon côté masculin aspire à la guerre » et que depuis le début du conflit « Il n'y a pas une personne en Europe qui n'a été à l'abri d'une métamorphose », que les opinions sont devenues « volatiles, incertaines ». La même année, elle publie un recueil de poèmes « Love songs » qui est l'expression de cette période de la fin de l'année 1914 où elle a failli perdre sa guerre contre les conceptions futuristes des femmes, et comment sa dépression a été pour elle un moment de quête intérieure, un moment d'introspection qu'elle n'avait jamais connu auparavant. Carl Van Vechten fait publier ses dernières poésies au sein de la toute nouvelle revue littéraire de New York The Rogue, fondée par Allen Norton (en) et son épouse Louise Varèse (en) dont le premier numéro sorti en mars 1915 a publié des œuvres de Wallace Stevens et de Gertrude Stein ; les poèmes de Mina seront dans le numéro du mois d'avril 1915. À la fin du printemps 1915, Mina retourne à la rue Costa San Giorgio, à proximité de son ancienne maison qu'elle loue au peintre franco-américain Eugène Lawrence Vail et sa famille qui ont quitté Paris. Mina a connu Eugène Lawrence Vail à Montparnasse. Mina lie des liens d'amitié avec ses deux filles Laurence et Clotilde, ces dernières encouragent Mina à s'installer à New York où, d'après elles, elle ferait fortune avec ses dessins. Pendant ce temps, l'opinion italienne se déchire entre d'une part les pacifistes et d'autre part les interventionnistes. Sous la houlette de Marinetti, de nombreux futuristes rejoignent Mussolini pour manifester en faveur de l'entrée en guerre de l’Italie, ils sont arrêtés et mis en prison. Mina dans lettre à Carl Van Vechten, raille Marinetti en écrivant « il a perdu la tête, rêvant probablement de devenir empereur de l’Italie, il est le seul en Europe à vouloir ressembler à Guillaume II » et qualifie sa posture de « jeux d'enfants ». Si Mina se prépare à la guerre, elle aspire à servir son pays, c'est pourquoi, elle se porte volontaire pour travailler au sein de la Croix-Rouge italienne en tant qu'infirmière. Après plusieurs mois passés dans les hôpitaux, elle se doute qu'elle ne verra jamais les combats et espère que le Royaume-Uni donnera une formation militaire pour les femmes qui le souhaitent.

##### L'Italie entre en guerre

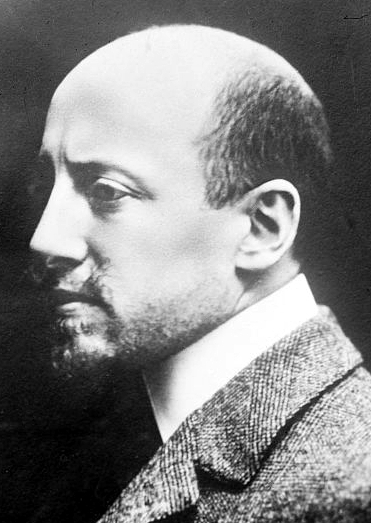
Gabriele D'Annunzio.

Au bout d'une vive campagne des « interventionnistes » pour l'entrée en guerre de l'Italie, lancée en particulier par le discours du 5 mai 1915 de Gabriele D'Annunzio qui enflamme les députés, ceux-ci votent pour la guerre, Rome entre le conflit le 23 mai 1915. Mina Loy est prise par la ferveur patriotique et écrit « nous sommes tous imprégnés d'une conscience qui va au-delà tout, en exaltant les personnes et la prise de conscience que la mort a entièrement perdu sa qualité absolue. Nous sommes à un point de bascule. ]...[ J'ai l'intuition que c'est un fait, même si je n'arrive pas à comprendre tout ce qui se passe. ». et elle conclut « et nous devons apprendre comment être assez heureux pour vivre. ». Marinetti croyant fermement aux vertus purificatrices de la guerre s'engage et déclare « Mourir au combat c'est comme disparaitre en pleine apothéose ! ». La ferveur de Mina est telle qu'elle envisage de revenir à Londres pour s'engager, mais son père ayant connu des revers financiers, c'est impossible ce qui fait dire à Mina dans une lettre adressée à Carl Van Vechten « Je viens de perdre mon désir farouche de tuer des Allemands, désormais mon rapport à la guerre devient transcendantal. ».

##### Les derniers instants florentins
Mina passe la fin de l'année 1915 à finaliser la rédaction de trente-quatre poèmes rassemblés au sein d'un recueil au titre de Songs to Joannes qui, publiés à New York, vont scandaliser, entre autres, la poète Amy Lowell par son apologie de l'amour charnel, celle-ci qualifie les poèmes de littérature pornographique. Cherchant à obtenir sa liberté, Mina voit sa procédure de divorce bloquée par la guerre et se demande comment faire pour obtenir la garde des enfants sans le consentement de Stephen Haweis. Soucieuse de gagner de l'argent, durant l'hiver 1915-1916, elle peint plusieurs tableaux pour une exposition florentine. Durant l'été 1916, Mina fait part à Carl Van Vechten de sa lassitude de Florence et de l'Italie vidées des futuristes partis au front et son intention de partir pour New York où elle espère trouver des personnes à l'esprit plus ouvert malgré les attaques d'Amy Lowell. Quelques semaines après, Mina Loy prend le train pour Naples et s'embarque seule pour l'Amérique, n'ayant pas pu emmener ses enfants faute de l'autorisation de son époux.

#### New York 1916-1917

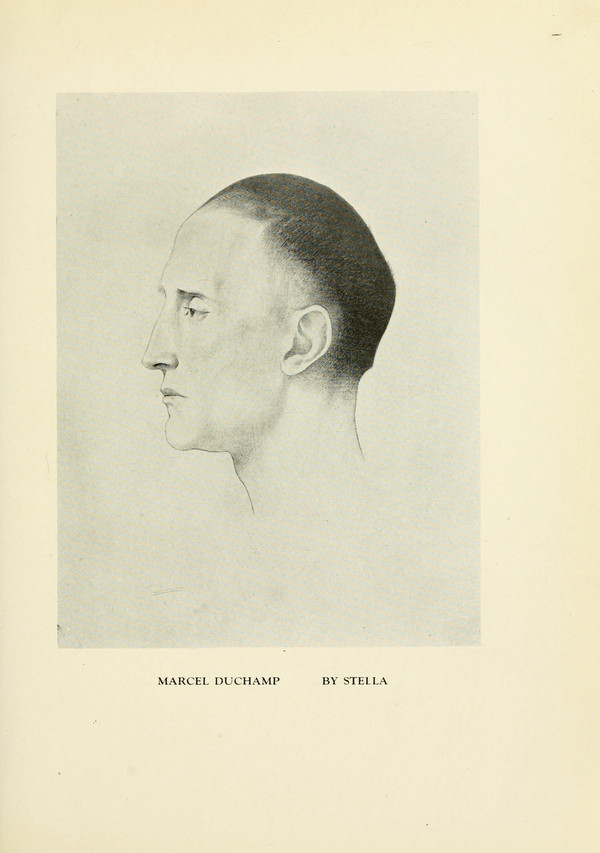
Portrait de Marcel Duchamp par Joseph Stella.

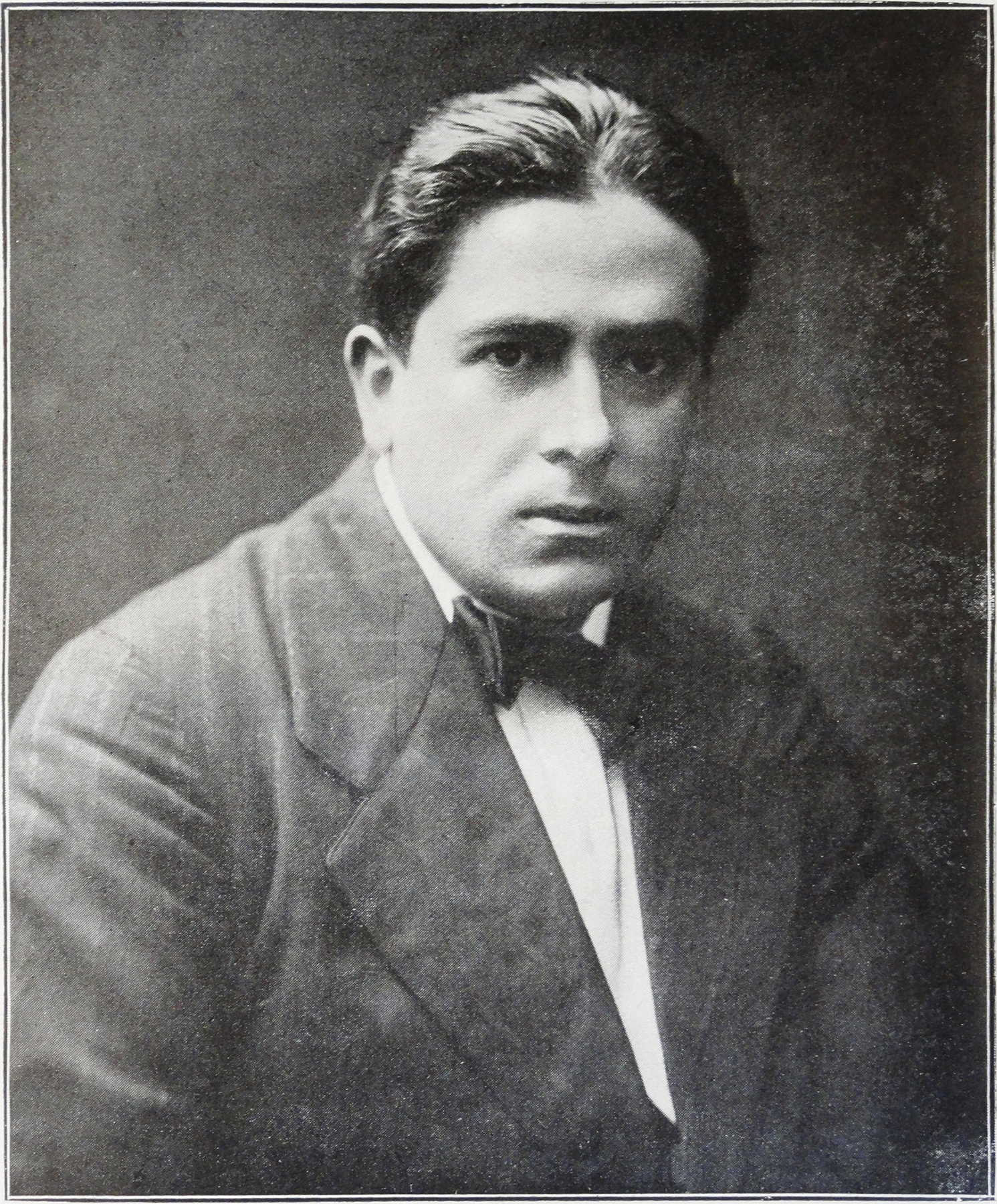
Francis Picabia en 1913.

Mina s'embarque à bord du paquebot le Duca d'Aosta, elle y est la seule Britannique et passe la traversée en seconde classe avec un confort bien supérieur à celui des passagers de troisième classe qui s'entassent dans l'entrepont. C’est sur la cursive qu'elle découvre le port de New York dont elle compare l'architecture à celle d'un rêve d'enfant. Mina n'était nullement préparée à affronter la vie new-yorkaise, elle ne connaissait de New York que ce que lui en avait dit Mabel Dodge Luhan et les américains de passage à Florence.
Quand elle arrive à New York, la ville avait la réputation d'être la capitale de la modernité. Mina espère qu'elle va trouver des opportunités qu'elle ne pouvait pas trouver dans une Europe déchirée par la Grande Guerre et qu'elle pourrait ainsi obtenir les ressources nécessaires pour achever sa procédure de divorce. Son emménagement ne va pas de soi, Mabel Dodge Luhan est surtout préoccupée par sa vie sentimentale et ne se soucie guère du sort de Mina. Carl Van Vechten, ne s'intéresse plus au futurisme pour qui cette école comme le cubisme fait partie du passé. Mina se retrouve isolée, seule Frances Stevens s'occupe d'elle et lui trouve un appartement doté d'un atelier de peinture dans la 57e Rue dans le quartier de Manhattan. Elle continue à peindre des toiles futuristes qui sont régulièrement exposées à la galerie Stieglitz, et fait des dessins dont certains sont publiés par la revue Rogue, elle confectionne toute une série d'objets d'arts fabriqués avec du papier mâché, sur lesquels sont peints des portraits d'hommes et de femmes habillés à la dernière mode. En fin de l'année 1916, une galerie new-yorkaise expose ses toiles futuristes dont quelques-unes portent sur des scènes de guerre. Mina Loy trouve finalement sa voie artistique à New York.
Frances Stevens invite Mina Loy à participer aux soirées organisées par le collectionneur d'art Walter Arensberg. Elle y rencontre l'avant garde artistique présente à New York : Marcel Duchamp, Albert Glaizes, Francis Picabia, Edgard Varèse, Man Ray, Beatrice Wood, Charles Scheeler, Katherine Drier, Wallace Stevens, William Carlos Williams, la baronne Elsa von Freitag-Loringhoven, et bien d'autres. Sa connaissance du français fait qu'elle se rapproche des artistes français expatriés et qui parlent encore mal ou pas l'anglais. Elle entame de longs échanges sur l'art avec Marcel Duchamp, les époux Picabia, Edgar Varèse. Elle est également sollicitée par les artistes américains comme William Carlos Williams pour qu'elle leur expose l'école mal connue du futurisme.
Marcel Duchamp était sollicité par de nombreuses femmes, mais seule Mina Loy devient sa confidente et son amie.

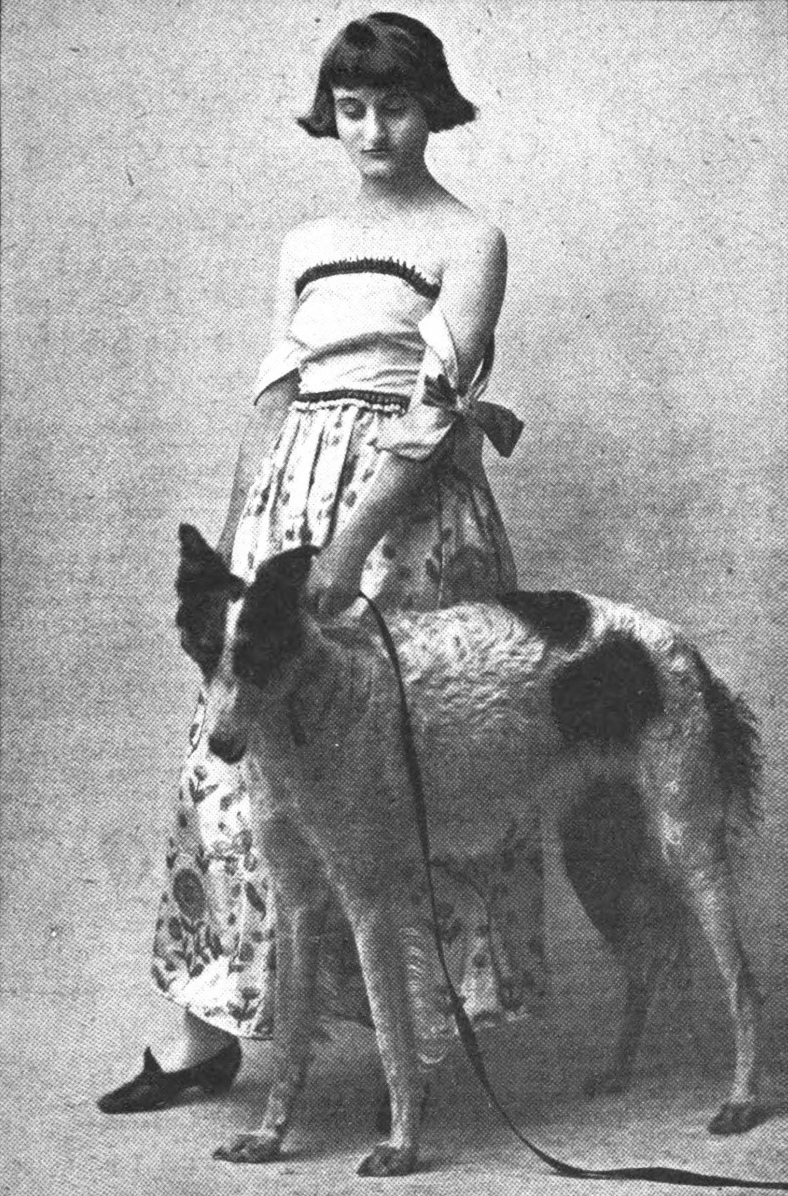
Clara Tice.

En décembre 1916, l’appartement de Walter Arensberg devient le siège informel de la Society of Independent Artists. Parmi ses membres figurent Walter Pach, Marcel Duchamp, George Bellows, Man Ray, Joseph Stella, Robert Henri, etc. Il s'agit d'une société créée sur le modèle parisien de la Société des artistes indépendants. Moyennant un abonnement de six dollars, les artistes pouvaient exposer leurs œuvres au Grand Central Palace de Manhattan. Les premières expositions commencent en janvier 1917. Mina Loy, Frances Stevens, Clara Tice et Beatrice Wood font partie des premières femmes à y exposer leurs travaux.
Ce début de l'année 1917 est marqué par une tension croissante entre les États-Unis et l'Allemagne, six navires américains ont été coulés par des sous-marins allemands, puis est dévoilé un plan du gouvernement allemand poussant le Mexique à mener une guerre contre les États-Unis. L'opinion américaine s'enflamme, après quatre jours d'âpres débats au Congrès, le président Woodrow Wilson déclare la guerre à l’Allemagne le 6 avril 1917,.
Le 18 avril 1917, Mina Loy se joint à une manifestation d'artistes pour soutenir l'entrée en guerre des États-Unis qui a lieu au Grand Central Palace, son intervention qui a lieu après celle de Harry Kemp (en) est un poème qui se fait remarquer par l'usage de ses rimes et de sa rythmique.
Avec Henri-Pierre Roché et Beatrice Wood, Mina Loy écrit dans le premier numéro de la revue d'art The Blind Man lancée par Walter Arensberg, Gabriële Buffet-Picabia, Frank Crowninshield, Charles Demuth, Marcel Duchamp, Joseph Stella, Frances Stevens. Revue qui a pour mission, d'après Frank Crowninshield, le rédacteur en chef de Vanity Fair, de maintenir la vie artistique américaine et de préparer son retour à la fin de la guerre.

#### La rencontre d'Arthur Cravan

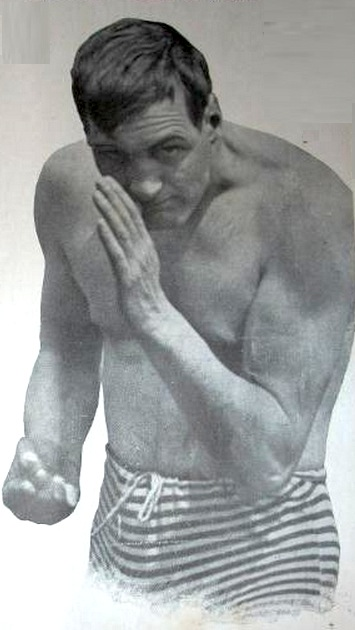
Le boxeur et poète Arthur Cravan.

Robert Delaunay.

L'année 1917 est également celle de sa rencontre du poète et boxeur Arthur Cravan (de son vrai nom Fabian Avenarius Lloyd), un Britannique de langue française, neveu d'Oscar Wilde et fondateur de la revue littéraire parisienne Maintenant. Ami du poète Blaise Cendrars et du peintre Robert Delaunay, il a fait connaître le futurisme italien auprès des milieux culturels parisiens et diffusa largement le cubisme et le dadaïsme. À la suite d'articles parus dans la revue culturelle américaine The Soil, il se rend à New York. Mina Loy connaissait Arthur Cravan par des articles parus dans The Soil, illustrés par des photographies qui ont produit une impression négative sur elle.

##### De l'amitié à l'amour
Mina Loy rencontre Arthur Cravan lorsqu'il est accueilli par Walter Arensberg pour l'inauguration d'une exposition organisée par la Society of Independent Artists. Le 19 avril 1917, Marcel Duchamp et Francis Picabia sachant qu'il doit donner une conférence au Grand Central Palace, l’emmènent faire le tour des bars de Greenwich Village, c'est dans un état d'ébriété avancé, titubant et en retard qu'il arrive au Grand Central Palace prendre la parole entouré de Picabia et de Duchamp tels des gardes du corps, il tape du poing sur le pupitre et commence à se dévêtir pour se retrouver torse nu, puis il se met à vociférer des obscénités ; quatre agents de la sécurité s'emparent de lui et le conduisent au commissariat le plus proche. Marcel Duchamp jubile « Quelle magnifique conférence ! ». Mina Loy apprend le scandale par la presse et se prend de pitié pour Arthur Cravan. Elle le rencontre à nouveau lors du bal organisé par Marcel Duchamp pour fêter la naissance de son éphémère revue, The Blind Man. Il lui fait alors part de sa difficulté à vivre comme un Américain à New York et de l'animosité de Marcel Duchamp. Pour faciliter leurs échanges, ils s'entretiennent en français. Ils passent des après-midi entières à converser de-ci, de-là, à visiter les musées, à déambuler à travers Manhattan, ou s'asseoir sur un banc à Central Park. Peu à peu, l'amour naît de leur amitié,.

##### L'exil d'Arthur Cravan à Mexico

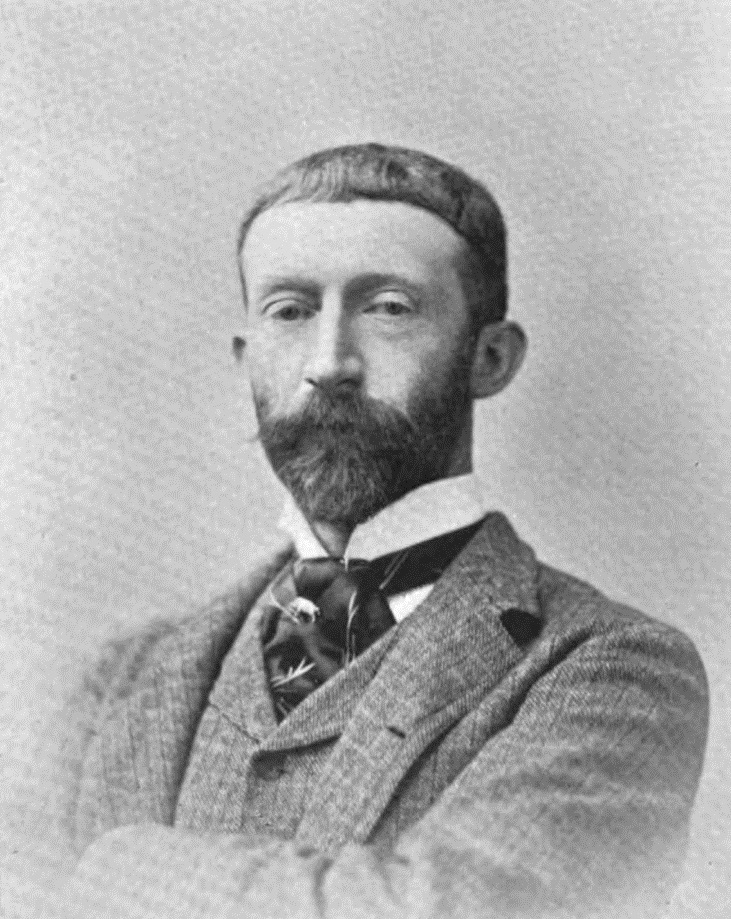
Arthur Burdett Frost.

Depuis que les États-Unis sont entrés en guerre, Arthur Cravan se soucie de ses obligations militaires, bien que né à Lausanne en Suisse, pays neutre, il avait fait les démarches pour obtenir un passeport américain, donc il était susceptible d'être enrôlé. Il a fait part de sa situation au bureau des exemptions, en vain, le département de la Justice avait rejeté sa demande. Fermement opposé à la guerre, ne voulant pas, selon des dires « tomber pour leur Grande guerre », il cherche un moyen pour se dérober à un enrôlement. Le 18 mai 1917, le Congrès vote le Selective Service Act of 1917 (en) qui spécifie que tous les hommes âgés de 21 à 31 ans, qu'ils soient nés sur le sol américain ou à l'étranger, devaient s'inscrire pour être potentiellement sélectionnés pour le service militaire. La loi devant entrer en vigueur qu'à partir du mois de juin 1917, Arthur Cravan quitte précipitamment New-York en compagnie de son ami le peintre et illustrateur Arthur Burdett Frost,.    
En juillet 1917, Mina Loy apprend la mort de son père, le seul membre de sa famille qui avait approuvé ses choix de vie ; il laisse une fortune d'un montant de 40 000 £ à partager entre ses deux filles. Dora hérite de ses magasins et Mina d'une rente mensuelle de 200 £ et des revenus annuels venant des placements du capital de son père. Et enfin, le 28 octobre 1917 est prononcé son divorce d'avec Stephen Haweis. Entre-temps, Arthur Cravan est parti se réfugier au Mexique pour échapper à la conscription, d'où il écrit des lettres à Mina Loy et lui fait part de son souhait de l'épouser. En décembre 1917, la nouvelle situation financière Mina Loy lui permet de prendre le train pour Mexico pour rejoindre son amant.

##### Mexico et la tragédie
En janvier 1918, Mina Loy arrive à la gare de Mexico. À cette époque, Venustiano Carranza, est président du Mexique depuis 1915, son gouvernement corrompu dirige un pays où moins de 5 % de la population est alphabétisée ; la corruption atteint un point tel qu’apparaît un nouveau verbe « carrancear » pour dire « voler ». Des sections locales du Parti socialiste mexicain réclament une meilleure répartition des richesses, des sympathisants de la révolution bolchevique viennent de fonder le Parti communiste mexicain, les émeutes couvent. C'est dans cette atmosphère tendue que Mina Loy rejoint Arthur Cravan, devenu enseignant dans une école d'éducation physique et sportive. Peu de temps après son arrivée, Arthur Cravan et elle décident de se marier. Après les démarches administratives, ils se marient dans une chapelle de Mexico le 25 janvier 1918 dans la plus stricte intimité, avec deux passants pour témoins,.

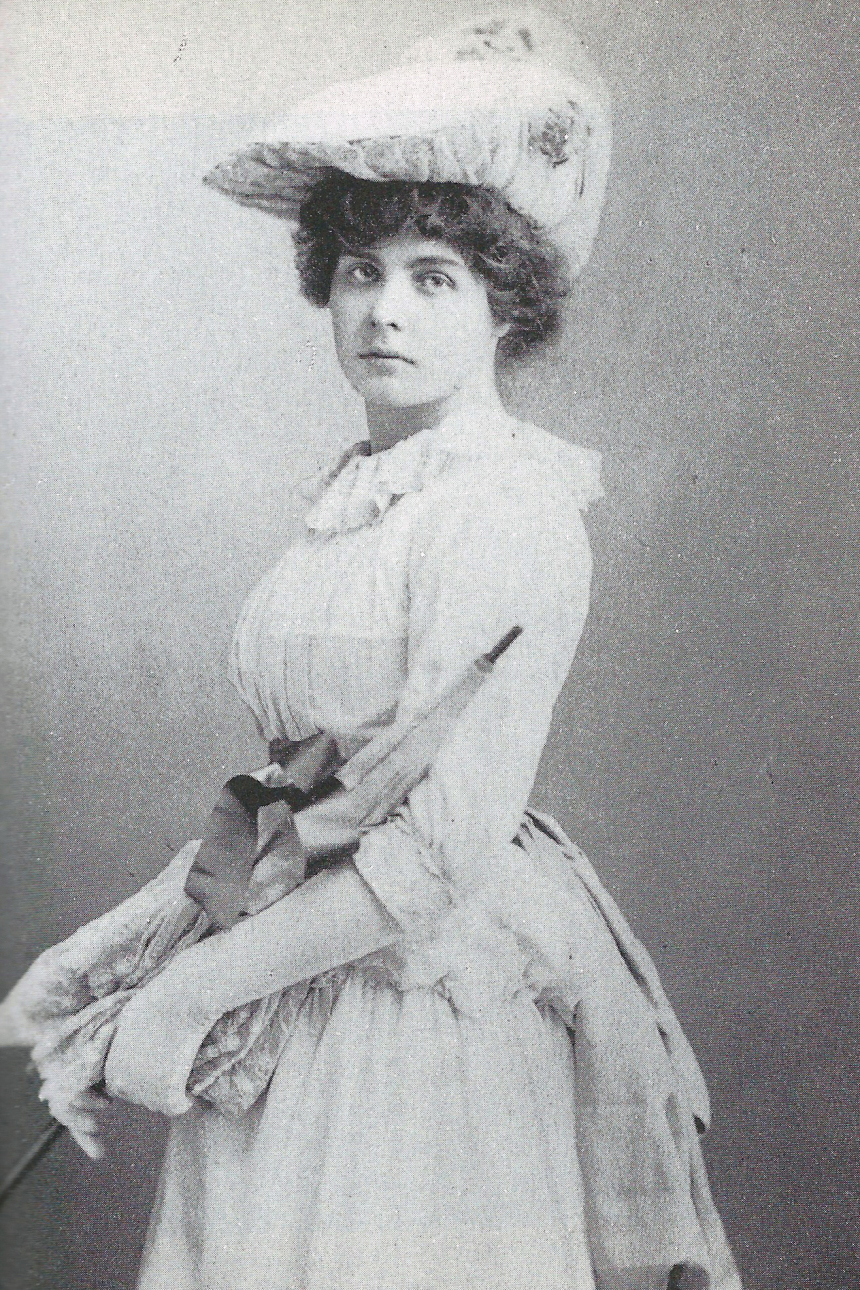
Constance Lloyd.

Contrairement à leurs amis, Mina Loy préfère appeler Arthur Cravan non par son nom de plume et de boxeur mais par son nom d'origine Fabian Avenarius Lloyd, et tient à se faire appeler madame Lloyd. La famille Lloyd est une famille britannique illustre, fondatrice de la Lloyd's of London, par ailleurs Horace Lloyd, le grand père de Fabian fut un conseiller de la reine Victoria, il a eu deux enfants Constance Lloyd l'épouse de l'écrivain Oscar Wilde et Otho Holland Lloyd qui par son mariage avec Clara « Nellie » St. Clair Hutchinson, est le père de Fabian. De son côté, Fabian Lloyd cache son mariage, sa mère et son beau-père apprennent la nouvelle en avril 1918, les raisons de son silence sont dues au fait qu'il a épousé une femme divorcée et mère de deux enfants.
Arthur Cravan tombe malade, il est atteint de la dysenterie, il est alité toute la journée, son état empire, Mina Loy alerte sa belle-mère pour qu'elle puisse faire le nécessaire pour que son fils Arthur Cravan puisse obtenir un passeport britannique et être rapatrié en Grande Bretagne. Puis à l'été 1918, Arthur Cravan recouvre sa santé et peut reprendre son activité de boxeur pour améliorer le mode de vie précaire du couple. Une rencontre avec le champion de boxe Jack Johnson mais n'aboutit pas car cela aurait alerté les services d’espionnage américain.
Mina Loy porte leur enfant à venir, la date d'accouchement est prévue pour le printemps 1919, aussi Arthur Cravan se décide-t-il de reprendre les matchs de boxe pour améliorer les revenus. Le 15 septembre 1918, il affronte le champion de boxe Jim Smith dit le « Black Diamond ». Le combat se termine au second round par la victoire de Jim Smith. La brièveté du combat suscite la colère du public qui demande à être remboursé. La réputation d'Arthur Cravan est mise à mal, il lui est conseillé de faire des matchs en dehors de Mexico, dans des villes telles que Vera Cruz ou Mérida. Mina Loy va le suivre. La chance tourne en faveur d'Arthur Cravan qui remporte plusieurs victoires. Mina Loy étant à la moitié de sa grossesse, préfère se reposer en prenant demeure dans un hôtel de Salina Cruz. En novembre 1918, de retour de ses tournées sportives, Arthur Cravan propose à Mina Loy de se réfugier à Buenos Aires en Argentine. Cette dernière fatiguée et fragilisée par son état, s'embarque sur un bateau hôpital et lui de son côté prend un rafiot pour faire des économies. Pour des raisons encore inconnues de façon précise Arthur Cravan disparaît, probablement noyé,.

### Vie privée
Le 31 décembre 1903, elle épouse le peintre Stephen Haweis, le couple donne naissance à trois enfants Ada (1904-1905), Joella Synara (1907-2004) qui épousera le peintre et architecte Herbert Bayer , et Giles (1909-1923).
Le 25 janvier 1918, elle épouse le poète et boxeur Arthur Cravan, le couple donne naissance à une fille, Jemima Fabienne Cravan (1919-1997).
De 1936 à 1953, elle s'installe à New York auprès de ses deux filles, vivant alors des années de silence, de retrait, d'écriture. À 70 ans, elle demandait régulièrement à ses filles de lui fournir des cartes routières sur lesquelles elle se mit à peindre. Le sculpteur américain Joseph Cornell vient souvent lui rendre visite. Se retirant parfois à Aspen dans le Colorado, elle y meurt en 1966. Mina Loy est inhumée au Grove Cemetery d'Aspen. 

## Œuvres

### Éditions originales

#### Poésie
- (en-GB) The Lost Lunar Baedeker, Farrar, Straus and Giroux, 1923, rééd. 8 avril 1997, 264 p. (ISBN 9780374525071, lire en ligne),

#### Roman
- (en-GB) Insel, Black Sparrow Press, 1er octobre 1991, 208 p. (ISBN 9780876858530, lire en ligne)[67],

#### Nouvelles et essais
- (en-GB) Sara Crangle (dir.), Stories and Essays of Mina Loy, Dalkey Archive Press, 30 août 2011, 416 p. (ISBN 9781564786302),
- (en-GB) The Feminist Manifesto, N.C, 1914 (OCLC 961944336, lire en ligne),

#### Autobiographie
- (en-GB) The Autobiography of Mina Loy: "Anglo-Mongrels and the Rose" and "Colossus", Exact Change, 1er mars 1999, 224 p. (ISBN 9781878972262),

#### Théâtre
- (en-GB) « Two Plays », Performing Arts Journal, vol. 18, no 1,‎ janvier 1996, p. 8-17 (10 pages) (lire en ligne)[68],

### Traductions francophones
- Le Baedeker lunaire (trad. Olivier Apert), L'Atelier des Brisants, 1er janvier 2000, 171 p. (ISBN 978-2846230018),
- Insel ou portrait de l'artiste en tête de mort, L'Atelier des Brisants, 28 septembre 2001, 167 p. (ISBN 978-2846230216),
- La rose métisse : Poèmes II et Manifestes (trad. Olivier Apert), L'Atelier des Brisants, 27 avril 2005, 168 p. (ISBN 978-2846230490),
- Manifeste féministe & écrits modernistes (trad. Olivier Apert), Nous, 22 janvier 2014, 64 p. (ISBN 978-2913549944),
- Il n'est ni vie ni mort : Poésie complète (trad. Olivier Apert), Nous, 11 septembre 2017, 315 p. (ISBN 978-2370840424)

## Archives
Les archives de Mina Loy sont déposées et consultables à la Bibliothèque Beinecke de livres rares et manuscrits de l'université Yale.

## Pour aprofondir

#### Notices dans des encyclopédies et manuels de références
- (en-US) John A. Garraty & Mark C. Carnes (dir.) et Virginia M. Kouidis (rédaction), American National Biography, Oxford University Press, USA, 1990, rééd. 1999, 953 p. (ISBN 9780195206357, lire en ligne), p. 69-71. ,
- (en-US) Ingrid Schaffner (dir.), Julien Levy : Portrait of an Art Gallery, Cambridge, Massachusetts, MIT Press, 13 novembre 1998, 192 p. (ISBN 9780262194129, lire en ligne), p. 60-79,
- (en-US) Anne Commire & Deborah Klezmer (dir.), Women in World History, vol. 9 : Laa-Lyud, Yorkin Publications, 1999, 847 p. (ISBN 9780787640682, lire en ligne), p. 734-739. ,
- (en-US) Jay Parini (dir.), The Oxford Encyclopedia of American Literature, vol. 2 : William Faulkner - Mina Loy, Oxford University Press, USA, 29 janvier 2004, 533 p. (ISBN 9780195156539, lire en ligne), p. 523-525. ,
- (en-GB) Brian Howard Harrison (dir.), Oxford Dictionary of National Biography, vol. 34 : Liston-McAlpine, Oxford, Oxford University Press, 23 septembre 2004, 1030 p. (ISBN 9780198614111, lire en ligne), p. 642-643. ,
- (en-US) Rosemary M. Canfield Reisman (dir.), Critical Survey of Poetry, vol. 2 : British, Irish, and Commonwealth poets, Pasadena, Californie, Salem Press, 15 janvier 2011, 1209 p. (ISBN 9781587655852, lire en ligne), p. 1200-1203,

#### Essais et biographies
- (en-US) Virginia M. Kouidis, Mina Loy : American Modernist Poet, Baton Rouge, Louisiane, Louisiana State University Press, 1er janvier 1980, 184 p. (ISBN 9780807106723, lire en ligne). ,
- (en-US) Carolyn Burke (en), Becoming Modern : The Life Of Mina Loy, New York, Farrar, Straus, and Giroux, 1er juillet 1996, 536 p. (ISBN 9780374109646, lire en ligne). ,
- (en-US) Maeera Shreiber (dir.), Mina Loy : Woman and Poet, Orono, Maine, National Poetry Foundation, 1er décembre 1998, 644 p. (ISBN 9780943373423, lire en ligne);
- (en-US) Laura Scuriatti, Mina Loy's Critical Modernism, University Press of Florida, 21 mai 2019, 314 p. (ISBN 9780813056302),

#### Articles
- (en-US) Ellen Williams, « Reviewed Work: Mina Loy: American Modernist Poet by Virginia M. Kouidis », Modern Philology, vol. 79, no 3,‎ février 1982, p. 338-340 (3 pages) (lire en ligne)
- (en-US) Linda Arbaugh Taylor, « Lines of Contact: Mina Loy and William Carlos Williams », William Carlos Williams Review, vol. 16, no 2,‎ 1990, p. 26-47 (22 pages) (lire en ligne),
- (en-US) Jim Powell, « Basil Bunting and Mina Loy », Chicago Review, vol. 37, no 1,‎ hiver 1990, p. 6-25 (20 pages) (lire en ligne),
- (en-US) Helen Jaskoski, « Mina Loy Outsider Artist », Journal of Modern Literature, vol. 18, no 4,‎ automne 1993, p. 349-368 (20 pages) (lire en ligne),
- (en-US) Julie Schmid, « Mina Loy's Futurist Theatre », Performing Arts Journal, vol. 18, no 1,‎ janvier 1996, p. 1-7 (7 pages) (lire en ligne),
- (en-US) Carolyn Burke & Pam Brown, « Carolyn Burke in conversation with Pam Brown about Mina Loy », Jacket magazine,‎ octobre 1998 (lire en ligne),
- (en-US) Joshua Weiner, « Poetry : Rediscovering Mina Loy », The American Scholar, vol. 67, no 1,‎ hiver 1998, p. 151-158 (8 pages) (lire en ligne),
- (en-GB) Peter Nicholls, « 'Arid clarity': Ezra Pound, Mina Loy, and Jules Laforgue », The Yearbook of English Studies, vol. 32,‎ 2002, p. 52-64 (13 pages) (lire en ligne),
- (en-US) Cristanne Miller, « Feminist Location and Mina Loy's "Anglo-Mongrels and the Rose" », Paideuma: Modern and Contemporary Poetry and Poetics, vol. 32, nos 1/3,‎ 2003, p. 75-94 (20 pages) (lire en ligne),
- (en-US) Amy Feinstein, « Goy Interrupted : Mina Loy's Unfinished Novel and Mongrel Jewish Fiction », Modern Fiction Studies, vol. 51, no 2,‎ été 2005, p. 335-353 (19 pages) (lire en ligne),
- (en-US) Lara Vetter, « Theories of Spiritual Evolution, Christian Science, and the "Cosmopolitan Jew": Mina Loy and American Identity », Journal of Modern Literature, vol. 32, no 1,‎ 2007, p. 47-63 (17 pages) (lire en ligne),
- (en-US) Andrew Gaedtke, « From Transmissions of Madness to Machines of Writing: Mina Loy's "Insel" as Clinical Fantasy », Journal of Modern Literature, vol. 32, no 1,‎ 2008, p. 43-162 (20 pages) (lire en ligne),
- (en-US) Christina Walter, « Getting Impersonal : Mina Loy's Body Politics from "Feminist Manifesto" to "Insel" », Modern Fiction Studies, vol. 55, no 4,‎ hiver 2009, p. 663-692 (30 pages) (lire en ligne),
- (en-US) Matthew Hofer, « Mina Loy, Giovanni Papini, and the Aesthetic of Irritation », Paideuma: Modern and Contemporary Poetry and Poetics, vol. 38,‎ 2011, p. 219-258 (40 pages) (lire en ligne),
- (en-US) Rochelle Rives, « Modernist Prosopopoeia: Mina Loy, Gaudier-Brzeska and the Making of Face », Journal of Modern Literature, vol. 34, no 4,‎ été 2011, p. 137-159 (23 pages) (lire en ligne),
- (en-US) Margaret Konkol, « "That Irate Pornographist" : Gender and Nature in Mina Loy's "Songs to Johannes" », Paideuma: Modern and Contemporary Poetry and Poetics, vol. 44,‎ 2017, p. 225-258 (34 pages) (lire en ligne),

### Biographie romancée
- Mathieu Terence, Mina Loy, éperdument: récit littéraire, Grasset, 6 septembre 2017, 234 p. (ISBN 9782246862680),